# Sverre Nypan
Sverre Halseth Nypan (* 19. Dezember 2006 in Trondheim) ist ein norwegischer Fußballspieler. Er spielt als Leihspieler von Manchester City beim FC Middlesbrough. Zudem ist der zentrale Mittelfeldspieler auch norwegischer Nachwuchsnationalspieler.

## Karriere

### Verein
Sverre Nypan wurde in Trondheim geboren, mit etwa 214.000 Einwohnern die drittgrößte norwegische Stadt, und spielte anfangs beim ortsansässigen Fußballverein Nardo FK, bevor er in die Jugendabteilung von Rosenborg BK, dem größten Verein der Stadt, wechselte. Er kehrte zwar kurze Zeit später zu Nardo zurück, zog aber Anfang 2021 endgültig zum ehemaligen Champions-League-Teilnehmer und mehrfachen norwegischen Meister. Am 6. November 2022 kam Nypan im Alter von 15 Jahren zu seinem Profidebüt in der Eliteserie, als er beim 4:2-Sieg im Auswärtsspiel bei FK Jerv gleich in der Startelf stand und dann durchspielte. Rosenborg BK wurde am Saisonende Dritter. Nachdem Sverre Nypan sich von einer Verletzung erholt hatte, kam er regelmäßiger zum Einsatz und stand nicht selten auch in der Anfangself. In der Saison stand Rosenborg BK nicht ein einziges Mal auf einem internationalen Platz und wurde schließlich Neunter.
Im Juli 2025 wechselte er zu Manchester City und unterschrieb dort einen Vertrag bis 2030. Er wurde jedoch sofort an den FC Middlesbrough ausgeliehen.

### Nationalmannschaft
Sverre Nypan ist Nachwuchsnationalspieler seines Herkunftslandes Norwegen und kam für dieses Land in den Altersklassen U15, U16, U17, U18, U19 und U21 zum Einsatz.